# Danilo Paris
Danilo Paris (Trento, 20 ottobre 1910 – 7 dicembre 1978) è stato un politico italiano.
Partigiano, iscritto al Partito Socialista, di professione insegnante ed in seguito tipografo ed editore, viene eletto come rappresentante alla Costituente come primo dei non eletti, subentrando al defunto Gigino Battisti.

## Biografia
Conclusi gli studi si dedica all'insegnamento in diverse scuole della provincia di Trento. Al termine della seconda guerra mondiale viene nominato segretario del PSI della città di Trento. Subentrante nella Costituente, aderisce a seguito della scissione di Palazzo Barberini al Partito Socialista dei Lavoratori Italiani guidati da Giuseppe Saragat.
Al termine dell'esperienza parlamentare rientra nella sua città, occupando il ruolo di consigliere regionale fino al 1968, ritirandosi successivamente a vita privata.